# Schiessbecher

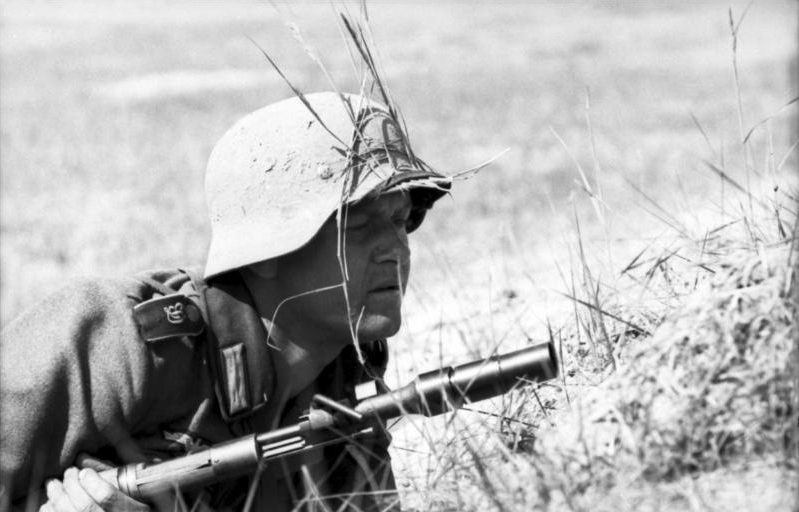
Panzergrenadier armé d'un Kar 98k doté du schiessbecher (ici non approvisionné).

Le schiessbecher (littéralement gobelet de tir) est le terme générique désignant les tromblons lance-grenades à fusil utilisés par la Wehrmacht lors de la Seconde Guerre mondiale. Développés en 1942, ils permettent de tirer divers types de munitions, en particulier des grenades explosives antipersonnel ou antichar.

## Leschiessbecher

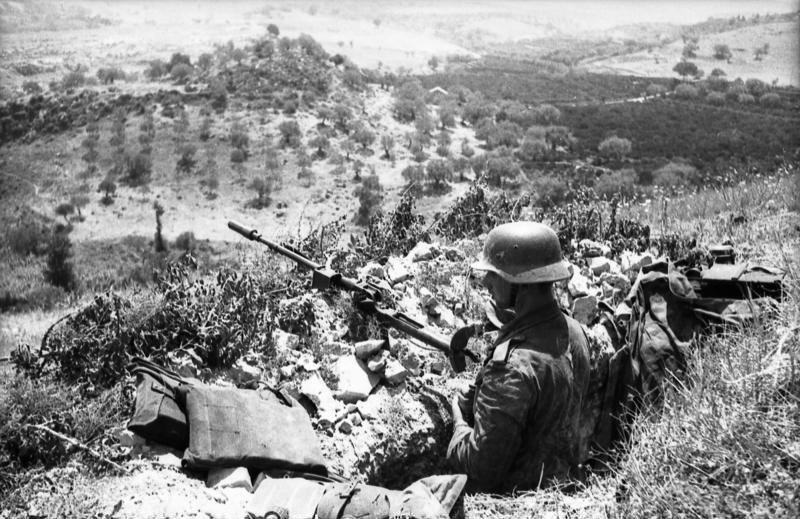
Soldat équipé d'un Granatbüchse 39.

Le tromblon lance-grenades, aussi désigné Gewehrgranatengerät (dispositif pour grenade à fusil) fait suite à une demande de l'Heereswaffenamt pour le développement d'armes antichar individuelles, devant l'échec de la GG/P40 de la Luftwaffe et l'accroissement des moyens blindés ennemis. L'arme doit aussi pouvoir tirer des grenades antipersonnel et être utilisable par tous combattants. Plusieurs types de schiessbecher seront fabriqués à partir de 1942, de forme similaire mais avec des systèmes de fixations divers (à robinet ou à coupelle). Fixé au bout du canon des armes de calibre 7,92 mm (Karabiner 98k, mais aussi G98/40, FG 42, Sturmgewehr et Panzerbüchsen-Granate ou Granatbüchse 39, modification spéciale du fusil antichar obsolète Panzerbüchse 39), son diamètre (calibre) est de 30 mm pour une longueur de 250 mm et un poids de 750 g. La grenade y est introduite, chaque type ayant une cartouche particulière pour son tir, et la surface interne rayée imprime une rotation balistique qui la dispense d'empennage. Une alidade (Hilfsvisier) peut être ajoutée au milieu du fusil pour le pointage.
Le schiessbecher a été fabriqué jusqu'en mai 1944 à raison de 1 450 114 exemplaires et utilisé jusqu'à la fin des hostilités. Au niveau de la section, unité tactique de base, un à deux soldats sur les douze servent un lance-grenades ; il fournit après les mitrailleuses l'appui-feu direct. Le ratio se retrouve dans l'instruction militaire : une recrue sur six est entrainée au maniement du schiessbecher,.

## Les munitionsGewehr-Granaten

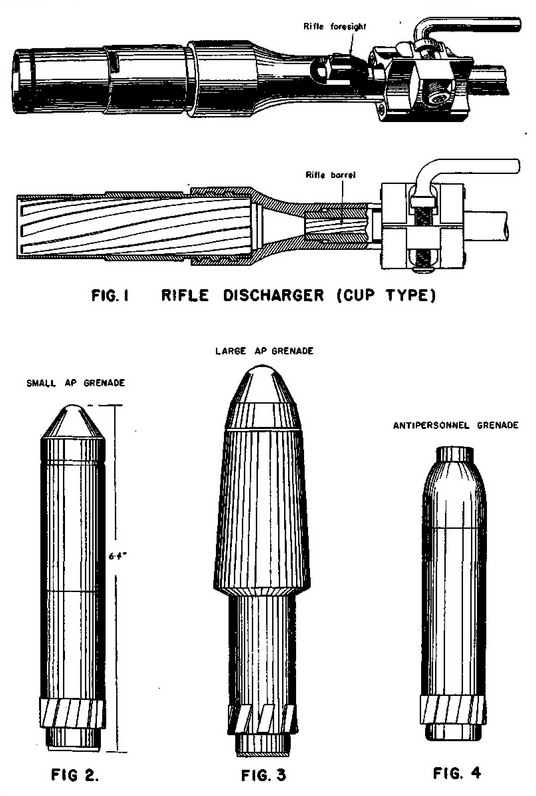
Le tromblon et ses munitions : G.Pzgr.30, Gr.G.Pzgr.40 et G.Sprgr.30

Outre diverses munitions tactiques comme les fusées d'éclairage à parachute (Gewehr-Fallschirmleuchtgranate) ou d'aveuglement (Gewehrblendgranate 42, Gw.B.Gr 42), les fumigènes Gewehrnebelgranate 42 (Gw.Nb.Gr 42) et les lanceurs de tracts Gewehr-Propagandagranate (G.Propgr.), le dispositif permet le tir d'explosifs.

### Gewehrsprenggranate 30(G.Sprgr. 30)
La grenade à fusil la plus courante est le modèle antipersonnel. D'une longueur de 14 cm, la grenade de 255 g contient une charge explosive de 31 g qui explose à l'impact ; un détonateur à délai fait sinon exploser l'engin 11 secondes après le tir. Elle atteint une portée de 230 m environ,. Un deuxième modèle simplifié est fabriqué à partir de 1944 et n'utilise plus de détonateur à retardement,. Cette grenade à fusil a la particularité de pouvoir être utilisée comme une grenade à main : la base peut être dévissée et libérer un cordon relié au détonateur d'un retard de 4,5 secondes, comme sur les autres grenades allemandes.
Bien que sa portée soit appréciable, sa puissance est faible : la charge explosive est six fois inférieure à celles des grenades à manche,.

### Gewehr-Panzergranate 30(G.Pzgr. 30)
En avril 1942, alors que la GG/P 40 est déclarée inefficace, la grenade antichar de 30 mm (227 à 240 g et 15 cm de longueur) est mise en service,. Sa charge creuse explosive de 50 g ne peut percer que 20 à 30 mm de blindage à une distance de 50 à 90 m. Cela est nettement insuffisant face aux blindés moyens ennemis.

### Grosse Gewehr-Panzergranate 40
Dès octobre 1942 est construit un modèle plus performant. D'un diamètre de 40 mm, la Gr.G.Pzgr. 40 de 380 g projette une charge creuse de 127,6 g à plus de 100 m qui lui permet théoriquement de percer de 50 à 70 mm de blindage sous une incidence de 0°,,. C'est le modèle le plus fabriqué et en service jusqu'à la fin de la guerre.

Une deuxième version est développée au début de 1943, à culot renforcé, pour être tirée par le fusil Granatbüchse 39, modification du Panzerbüchse spécialement conçue pour cette munition avec une cartouche plus puissante,,. 

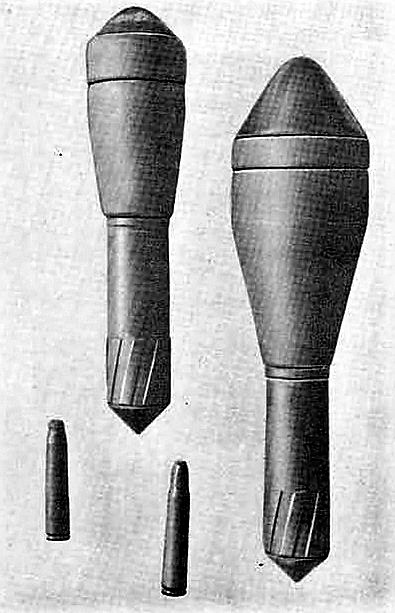
SS G.Pz.Gr 46 et 61

Presque 24 millions de gewehr-panzergranaten 30 et 40 auraient été fabriquées. Elles furent copiées par les japonais sous le nom de type 2, constituant la première arme à charge creuse de ce pays,.

### SS-Gewehr-Panzergranate 46etSS-Gewehr-Panzergranate 61
Le bureau d'étude de l'armement de la Waffen-SS à Brno développe indépendamment deux modèles pour ses troupes, de forme plus moderne rappelant la grenade du panzerfaust. Celui d'un diamètre de 46 mm (400 g) demeure peu connu ; il aurait été conçu en 1943 et sa charge de 150 g lui aurait permis de percer jusqu'à 90 mm de blindage,. Un deuxième modèle plus lourd (530 g) est ensuite développé en 1944 et peut pénétrer jusqu'à 126 mm de blindage. Malgré de bonnes performances, il n'est pas non plus construit en quantité significative,. Ces deux engins devaient pouvoir être tirés par le Kampfpistole Gerloff, prototype de la SS.